# Brateșkî, Reșetîlivka
Brateșkî (în ucraineană Братешки) este un sat în comuna Lîman Druhîi din raionul Reșetîlivka, regiunea Poltava, Ucraina.

## Demografie
Componența lingvistică a localității Brateșkî
     Ucraineană (96,26%)
     Rusă (3,74%)
Conform recensământului din 2001, majoritatea populației localității Brateșkî era vorbitoare de ucraineană (96,26%), existând în minoritate și vorbitori de rusă (3,74%).